# 藍嶺 (阿拉巴馬州)
藍嶺（英語：Blue Ridge）是一個位於美國阿拉巴馬州埃爾莫爾縣的非建制地區和人口普查指定地區。根據2010年美國人口普查，該地人口為1341人。

## 地理
藍嶺的座標為32°29′12″N 86°11′27″W / 32.486744°N 86.190823°W，而該地最高點為海拔高度112米（即367英尺）。